# Džemal Čelić
Džemal Čelić (Sarajevo, 1922. — Mostar, 3. avgust 1991) bio je bošnjački, bosanskohercegovački i jugoslovenski arhitekta, redovni profesor Arhitektonskog fakulteta Univerziteta u Sarajevu.

## Biografija
Džemal Čelić potječe iz poznate stolačke učenjačke i ulemske porodice koja je kulturi bosanskohercegovačkih muslimana dala znatan broj pregalaca. Njegov otac Mustafa, koji osim što je bio inženjer elektrotehnike, je bio i književnik i u međuratnom periodu bio je urednik i vlasnik brojnih časopisa i listova.
Rođen je 1922. godine u Sarajevu, gdje pohađa osnovnu školu i gimnaziju, nakon čega upisuje studij arhitekture na Arhitektonskom fakultetu Tehničkog fakulteta Sveučilišta u Zagrebu. Naučni i umjetnički profil Džemala Čelića će biti usmjeren ka teoriji arhitekture te istraživanju i zaštiti spomenika kulture radom u Zemaljskom zavodu za zaštitu spomenika kulture Bosne i Hercegovine, gdje je aktivan od početka 1952. godine. Želja za daljim usavršavanjem i sudbonosno poznanstvo sa profesorom i akademikom Jurajem Najdhartom ga naredne godine dovode na Arhitektonski odsjek Tehničkog fakulteta u Sarajevu, gdje postaje asistent 1953. godine. Od tada, pa do penzionisanja 1987. godine, Čelić je prešao karijerni put naučnog radnika, od asistenta do redovnog profesora.
U svojoj primarnoj, prosvjetnoj, djelatnosti, gdje je zapažen kao dobar pedagog i učitelj, Čelić je predavao različite predmete arhitektonske struke, među kojima i: „Istorija umjetnosti”, „Arhitektura naroda Jugoslavije”, „Kompozicije i enterijeri”, „Enterijeri i dizajn”. Predavao je i na postdiplomskom studiju Arhitektonskog fakulteta u Sarajevu, a jedno vrijeme je bio rukovodilac dva postdiplomska studija. Takođe je predavao i na postdiplomskom studiju zagrebačkog Arhitektonskog fakulteta, te bio mentor brojim magistrantima i doktorantima ova dva fakulteta.
Bio je aktivan sudionik u kulturnoj javnosti i dao zapažene doprinose tekućim stručnim problemima. Željom da, osim na teorijskom, primjeni znanje i doprinese na stručnom planu, postaje direktor Republičkog zavoda za zaštitu spomenika kulture i prirode Bosne i Hercegovine 1968. godine, dužnost koju će obnašati do 1976. godine.
Čelić je svoja teorijska znanja uspješno provjeravao i na brojnim projektima na kojima je učestvovao. Projektantska djelatnost će obilježiti čitav njegov radni vijek, a otpočela je saradnjom sa poznatim arhitektom, profesorom i akademikom Jurajem Najdhartom, kojemu je bio asistent i docent. Neka od zapaženih Čelićevih dijela su: Industrijska škola u Zenici (sa J. Najdhartom), Konkurs za rješenje Marijin-dvora i Narodne skupštine u Sarajevu, Projekt Filozofskog fakulteta u Sarajevu, Projekt zgrade Republičkih organa uprave — RIV u Sarajevu, stara zgrada Mašinskog fakulteta u Sarajevu (sa ing. Olgom Zak), Islamski centar i džamija u Zagrebu (sa ing. Mirzom Gološ), i brojni regulacioni planovi istorijskih ambijentalnih cjelina. (v. galeriju)
Tokom svoje karijere objavio je skoro stotinjak studija u stručnim časopisima i veći broj priloga u enciklopedijama likovnih umjetnosti, Općoj enciklopediji i Enciklopediji Jugoslavije (značajnim po svojoj sistematičnosti i naučnoj utemeljenosti). Među najznačajnija Čelićeva djela se ubraja knjiga „Stari mostovi u BiH” (zajedno sa Mehmedom Mujezinovićem), zatim „Grabrijan i Sarajevo” iz 1970. godine, grupno djelo „Pismena riječ u BiH” iz 1982. godine, „Umjetničko blago BiH” (sa tri koautora) i dr. Bio je učesnik brojnih savjetovanja i kongresa, kao i učesnik u raznim stručnim komisijama, odborima i natječajnim sudovima, u radu za UNESCO, na organizaciji i tumačenju menifestacija kao što su „Umjetnost na tlu Jugoslavije” (Sarajevo, 1971. godina), u ulozi projektanta i direktora izložbe, a potom u ulozi predsjednika pripremnog odbora Sabora kulture BiH, i brojnih drugih izložbi i manifestacija.
U poznim godinama se uključio u rad Kulturnog društva Muslimana „Preporod” u Sarajevu, gdje je jedan od njegovih osnivača. Bio je predsjednik Nadzornog odbora ove organizacije, te predsjednik Komisije za zaštitu muslimanskih spomenika kulture pri ovoj organizaciji. Osim toga je bio neposredno angažovan na osnivanju Centra za bosansko-muslimanske studije pri „Preporodu”. Aktivan je učesnik i predavač na sarajevskim „Tribine četvrtkom”, učestvovao je na brojnim osnivačkim skupštinama „Proporoda” u BiH i držao zapažena predavanja iz oblasti islamske kulture i umjetnosti. Djelatnošću u „Preporodu” Čelić je dao veliki doprinos u tumačenju naučnog i umjetničkog razvoja bosanskohercegovačkih muslimana.
Tokom karijere je za svoje doprinose u domenu arhitektonske i umjetničke teorije dobio različite priznanja i nagrade, kao: 
- Orden rada sa zlatnim vijencem
- Orden zasluga za narod sa srebrnim zracima
- Orden rada sa crvenom zastavom
- Nagrada za nauku „Veselin Masleša”
- 6.-aprilska nagrada grada Sarajeva
- 27.-julska nagrada SR BiH[6][8]

Pošto je u subotu, 20. jula 1991. godine, zajedno sa članovima odbora kulturne manifestacije „Slovo Gorčina” u Stocu napisao Apel za mir, u povratku kući profesor Džemal Čelić je doživio infarkt, a 3. avgusta je preminuo u mostarskoj bolnici. Sahranjen je na sarajevskom gradskom groblju Bare.

## Izabrana bibliografija
- Čelić, Džemal (1953). „Obnova Sokolovićeva mosta u Višegradu”. Naše starine. Sarajevo: Zemaljski zavod za zaštitu spomenika kulture i prirodnih rijetkosti Narodne Republike Bosne i Hercegovine, (Zagreb : Grafički zavod Hrvatske) (I): 177—181. ISSN 0547-3136. Архивирано из оригинала 08. 07. 2023. г. Приступљено 08. 07. 2023.  200067852  57465612  57465612  49805318  12902146
- Čelić, Džemal (1953). „Musafirhana blagajske tekije”. Naše starine. Sarajevo: Zemaljski zavod za zaštitu spomenika kulture i prirodnih rijetkosti Narodne Republike Bosne i Hercegovine, (Zagreb : Grafički zavod Hrvatske) (I): 189—193. ISSN 0547-3136. Архивирано из оригинала 08. 07. 2023. г. Приступљено 08. 07. 2023.  57465612  57465612  49810950  12902146
- Čelić, Džemal; Neidhart, Juraj (1956). „Rješenje Marindvora i Narodne Skupštine”. Naše starine. Sarajevo: Zemaljski zavod za zaštitu spomenika kulture i prirodnih rijetkosti Narodne Republike Bosne i Hercegovine, (Zagreb : Grafički zavod Hrvatske) (IV): 95—100. ISSN 0547-3136.  57465612  57465612  12902146
- Čelić, Džemal (1968). Ferhadija, Banjaluka. Sarajevo: Društvo konzervatora Bosne i Hercegovine (Sarajevo : Prosperitet).  230684935
- Čelić, Džemal (1968). Počitelj : grad muzej. Čapljina: Turističko društvo "Mogorjelo", (Sarajevo : Štampa).  302351623
- Čelić, Džemal; Bojanovski, Ivo (1969). Kasnoantička bazilika u Brezi : problem i konzervacija. Sarajevo: [s. n.], (Zagreb : Grafički zavod Hrvatske).  67331335
- Čelić, Džemal; Mujezinović, Mehmed (1969). Stari mostovi u Bosni i Hercegovini. Sarajevo: "Veselin Masleša", (Zagreb : "Ognjen Prica").  182328327  182328327  18278401
- 111592711
- Arslanagića most - Trebinje : povodom prenošenja mosta 1970-1972 godine / [autori tekstova Džemal Čelić ... et al. ; autori fotosa Ćiro Rajić, Milan Gojković]. Trebinje: Hidroelektrana na Trebišnjici, (Ljubljana : ExportprojektKočevje Kočevski tisk)). 1972.  111592711
- Čelić, Džemal (1974). Sarajevo i okolica. Zagreb: Turistkomerc.  9359623  9359623  9359623
- Čelić, Džemal (1985). Počitelj i okolica. Zagreb: Turistkomerc.  1362441
- Grupa autora (1987). Umjetničko blago Bosne i Hercegovine. Sarajevo: Svjetlost, (Ljubljana : Delo).  2052610  2052610  2052610
- Čelić, Džemal; Mujezinović, Mehmed (1998). Stari mostovi u Bosni i Hercegovini (PDF). Sarajevo: Sarajevo-Publishing, (Sarajevo : OKO). ISBN 9958-21-059-2.  545318
- Čelić, Džemal (2004). Ferhadija, Banja Luka. Banja Luka: Bošnjačka zajednica kulture "Preporod".  121863436  121863436  121863436

## Galerija
- Zgrada Industrijske škole u Zenici (današnja Mješovita industrijska škola (MIŠ)). Arhitekte: Juraj Najdhart i Džemal Čelić
- Pogled na zgradu MIŠ s lijeve strane
- Detalj zgrade MIŠ od pozadi
- Stara zgrada Mašinskog fakulteta u Sarajevu, dio koji gleda na Vilsonovo šetalište. Arhitekte zgrade su Olga Zak i Džemal Čelić.
- Zagrebačka džamija i islamski centar. Arhitekte: Mirza Gološ i Džemal Čelić
- Pogled izbliza na Zagrebačku džamiju
- Džamija i islamski centar u Zagrebu
- Džamija i IC u Zagrebu, pogled s druge strane

## Literatura
- Čelić, Džemal (2004). Ferhadija, Banja Luka. Banja Luka: Bošnjačka zajednica kulture "Preporod". ISBN 99938-761-0-0.  121863436  121863436  121863436
- 110429196  110429196  7272454
- 121863436  121863436  121863436
- Rizvanbegović, Fahrudin (1991). „Prof. Džemal Čelić (1922—1991)”. Glasnik Rijaseta islamske zajednice u SFRJ. Sarajevo: Rijaset Islamske zajednice u SFRJ, (Sarajevo : Svjetlost). LIV/91 (5): 653—655. ISSN 0353-779X.  4202242  4202242
- Univerzitet u Sarajevu : 1949-1989 / [urednički odbor Džemal Čelić... [et al.]. Sarajevo: Univerzitet, (Sarajevo : Oslobođenje). 1990.  8814594  8814594

## Spoljašnje veze
- Radovi Džemala Čelića na internet prezentaciji Muzeja savremene umjetnosti u Njujorku